# Histoire des paroisses de Paris
La création des paroisses de Paris a suivi le développement de la ville. Avant 1790, les frontières de certaines d'entre elles, particulièrement les plus anciennes dans les quartiers centraux, correspondaient aux limites de fiefs ecclésiastiques.

## Les origines
À Paris, comme dans la plupart des villes, la vie religieuse était concentrée sur la cathédrale et son baptistère où les fidèles devaient se rendre, les autres lieux de culte n'ayant pas de caractère paroissial. Le mouvement de fondation de paroisses, freiné par conservatisme ou par le souci de ne pas diviser les revenus ne prend naissance qu'au XIIe siècle.

### Les quatorze paroisses de la Cité
Le siège épiscopal établi après 857 dans l’église Saint-Étienne après les dégradations de Notre-Dame lors des invasions normandes se fixe dans celle-ci après sa reconstruction.
Dans l’île de la Cité, à l’intérieur de l’ancienne enceinte gallo-romaine dont il restait des vestiges, il n’existait à la fin du XIe siècle qu’une seule paroisse, celle de la première cathédrale Notre-Dame à l’ouest de l’ancienne église Saint-Étienne, premier siège épiscopal, édifiée au IVe siècle  à la place d’un temple païen.
Les minuscules paroisses de la Cité  se sont constituées au cours du XIIe siècle  à partir des nombreux oratoires, la plupart d’origine mérovingienne, qui dépendaient de divers établissements et s’élevaient dans les enclos qui parsemaient l’île. Ces paroisses  ont pris la succession de l’église mère lors de la construction de la nouvelle cathédrale. La plus ancienne attestée est Sainte-Geneviève la Petite. Leur délimitation et l’organisation d’ensemble sont principalement l’œuvre de l’évêque Maurice de Sully et s’achèvent en 1183 par la fondation de l’église paroissiale Sainte-Madeleine de la Cité entre les paroisses Saint-Martial et Saint-Pierre aux Bœufs, à la suite de la consécration en 1182 du maître-autel dans l’abside achevée.

### Rive droite
Les deux plus anciennes paroisses de la rive droite à partir de sanctuaires sur des monceaux insubmersibles  sont Saint-Gervais puis Saint-Germain l’Auxerrois.
Saint-Gervais est le premier lieu de culte parisien hors de la Cité, fondé entre 387 et 576 à côté d’un cimetière gallo-romain à proximité du vieux pont romain et de l’embranchement des voies romaines vers Senlis (actuelle rue Saint-Martin) et vers Sens, et du centre commerçant du marché de Grève attesté à la fin du IXe siècle qui devient un quartier. La paroisse dont la fondation date probablement de la seconde moitié du XIe siècle est la plus ancienne de Paris en dehors de celle de la première cathédrale. 
Saint-Germain l’Auxerrois était le centre de la paroisse fondée à la fin du XIe siècle du bourg  autour de l’église dont l’existence est attestée vers 656 à l’origine d’une collégiale. La très vaste circonscription de cette «fille de l’évêque»  s’étendait sur le territoire de la censive de l’évêque au nord de la Seine de la rue Saint-Denis jusqu’en bas des collines de Montmartre et de Chailot. 
Trois autres paroisses dont la fondation paraît  dater de la fin du XIe siècle  étaient également au centre de bourgs situés sur des monceaux non inondables. 
Saint-Laurent qui était une paroisse suburbaine assez éloignée, Saint-Merry et Saint-Jacques de la Boucherie, celle-ci comportant une extension jusqu’à la rue de la Pelleterie dans la Cité à un emplacement extérieur au rempart gallo-romain qui entourait l’île jusqu’au début du XIe siècle. 
Deux paroisses sont d’origine domaniale, Saint-Martin-des Champs monastère fondé en 1079 qui disposait à partir de 1119 d’une chapelle distincte de l’église conventuelle, Saint-Nicolas des Champs et la paroisse Saint-Paul desservant un bourg autour d’une chapelle à l'origine de l'église Saint-Paul des Champs dans une partie du fief du monastère Saint-Eloi ou Saint-Martial dans la Cité.

### Rive gauche
Les églises mérovingiennes Saint-Julien, Saint-Séverin, Saint-Benoît et Saint-Étienne des Grès ruinées par les Normands étaient des propriétés royales cédés par Henri 1er en 1045 au chapitre de la cathédrale. À cette date, la rive gauche très peu habitée était couverte de vignes. Ces 4 églises furent cependant constituées en paroisses autonomes avant 1080. La paroisse Saint-Julien fut absorbée par Saint-Séverin avant la fin du XIIe siècle et Saint-Étienne-des-Grès disparut également, englobée par Saint-Benoît. 
Notre-Dame-des-Champs, ancienne église mérovingienne éloignée de la ville, était à la tête d’une paroisse en 1085.
Les bourgs de Saint-Marcel, Saint-Germain-des-Prés et Sainte-Geneviève étaient au centre de paroisses qui existaient au  XIe siècle.

## Les premiers démembrements

### Saint-Germain l’Auxerrois
Au cours du  XIIe siècle, les paroisses Sainte-Opportune, des Saints-Innocents et Saint-Leufroy près du Châtelet (qui disparut au XIIIe siècle) rattachée à la paroisse Saint-Jacques-la-Boucherie, sont créées en un premier démembrement de la paroisse de Saint-Germain l’Auxerrois, à la suite de la création de l’installation du marché des Champeaux déplacé du marché de la place de la Grève.
Saint-Eustache est créé en 1223 à partir d’une chapelle Saint-Agnès succursale de Saint-Germain. Son territoire au nord de la rue Saint-Honoré s’étendait au-delà du mur à l’ouest de la rue Montorgueil (rue Nicolas Arrode).
En 1214 une chapelle de la Tour est créée au nord de la nouvelle enceinte. Cette chapelle  qui devint la paroisse Saint-Sauveur avant 1284 s’étendait entre la rue Saint-Denis et la rue Montorgueil.

#### La petite paroisseSaint-Josse
Les maisons entre les rues Aubry-le-Boucher, Saint-Merry, Saint-Jacques la Boucherie qui dépendaient de la paroisse St-Laurent furent isolées de cette église par le mur ce qui entraina la construction d’une annexe en 1235  qui fut érigée en paroisse canonique en 1260 par l’évêque de Paris Renaud de Corbeil.

## Nouvelles chapelles d’origine domaniale
Le monastère Saint-Magloire dans la cité se transporta en 1138 sur le domaine au bord de la rue Saint-Denis sur la rive droite où une chapelle dédiée à Saint-Gilles avait été restaurée en 1117. Cette chapelle est à l’origine de la paroisse Saint-Leu des habitants de ce domaine.

### Les chapelles du bourg Sainte-Geneviève
Trois chapelains mentionnés dans une bulle du pape Alexandre III  de 1171 assuraient le service des chapelles de Saint-Jean-du Mont dans l’église de l’abbaye, Saint-Médard pour un bourg assez éloigné et Sainte-Geneviève la Petite dans la Cité depuis le XIe siècle. L’église Saint-Étienne du Mont autorisée par une bulle du pape Honorius III du 20 juin 1222, construite vers 1225, remplaça la chapelle Saint-Jean devenue insuffisante pour le service d’une paroisse qui s’était développée.

### Saint-Marcel
La paroisse du bourg possédait une église Saint-Martin dès 1229 et une chapelle Saint-Hippolyte desservant une paroisse en 1225. L’église Saint-Hilaire du Mont était au centre d’une petite paroisse enclavée à l’intérieur du domaine de Sainte-Geneviève.

### Saint-Germain-des-Prés
Saint-Sulpice était l’unique paroisse du bourg Saint-Germain sous la juridiction de l’Abbaye de Saint-Germain indépendante de celle de l’évêque. Son territoire s’étendait avant la construction de l’enceinte de Philippe-Auguste à l’ensemble du fief de l’abbaye jusqu’à la rue de la Harpe et au-delà au sud de Saint-Séverin jusqu’à la rue Saint-Jacques  incluant le clos de Laas planté en vignes qui fut loti à partir de 1179.
La construction de l’enceinte de Philippe-Auguste  amena l’amputation de son territoire  à l’intérieur du rempart par une transaction de janvier 1211 confirmant par ailleurs l’exclusion de la paroisse de la juridiction de l’évêque. Les  paroisses Saint-André-des-Arts et Saint-Côme furent créées avec des églises édifiées dans les 2 ans suivant l’accord et le territoire de la paroisse Saint-Séverin étendu à l’ouest jusqu’à la rue Hautefeuille. L’abbaye de Saint-Germain accensa en 125 à Eudes cuisinier le terrain compris entre la rue Gît-le Cœur et la rue Saint-Jacques.

### Saint-Nicolas-du Chardonnet
La paroisse fut constituée sur des terrains cédés par l’Abbaye de Saint-Victor à l’évêque de Paris en 1230. La paroisse fut constituée en 1243 à l’initiative de l’évêque Guillaume d’Auvergne dans la censive de Saint-Victor. Son territoire s’étendit au clos de Tiron acquis par Saint-Victor en 1246.

### Paroisse Sainte-Geneviève
Son étendue au bourg fut fixée par un accord de 1202 entre l’évêque et l’abbé de Sainte-Geneviève et correspondait à peu près à la censive.

## Évolution liée au développement de la ville auXIIIesiècle
Le développement de la ville dont la population passe de 50 à 200 000 habitants au XIIIe siècle entraine la création de nouvelles paroisses et la construction des églises Saint-Étienne du Mont, Saint-Hilaire, Saint-Séverin, Saint-Gervais, Saint-Paul, Saint-Merry et Sainte-Opportune.
La paroisse Saint-Jean en Grève est créée en 1213 par démembrement de celle de Saint-Gervais qui conserve la partie entre la place de Grève et la rue Saint-Martin. La limite de la paroisse Saint-Jean en Grève est fixée rue Vieille-du-Temple et rue du Chantier (actuelle rue des Archives).
Saint-Gervais s’étend au XIIIe siècle à l’est du bourg Tibourg, celui-ci qui faisait partie de la censive de Saint-Eloi entrant dans la paroisse Saint-Paul. La limite entre les paroisses Saint-Paul et Saint-Gervais correspond à la première enceinte médiévale. La paroisse Saint-Paul s’étend jusqu’à l’angle de l'actuel boulevard Beaumarchais et de la rue du Pont-aux-Choux 

## Territoires et population des paroisses vers 1300
La topographie des paroisses de Paris est décrite dans les rôles de la taille de 1292 qui permet, en appliquant un coefficient de 14 aux 15 500 rôles, d’évaluer leur population à 155 800 âmes en rive droite (13 paroisses), 16 600 dans l’île de la  Cité  (12 paroisses) et 22 250 dans l’Université (rive gauche) comprenant 7 paroisses, au total 194 650.
Ce recensement excluant  la partie de la paroisse Saint-Laurent au nord, les paroisses périphériques sur la rive gauche, Saint-Marcel, Saint-Médard, Notre-Dame-des-Champs et Saint-Germain-des-Prés, dans l’île de la Cité le  cloître canonial et le Palais du Roi, permet d’évaluer la population à un peu plus de 200 000 habitants autour de 1300. Cet ordre de grandeur est généralement admis par les historiens contemporains.

### Rive droite
Saint-Germain l’Auxerrois : 33 240 habitants. À l’ouest de la rue Saint-Denis, le territoire compris entre la rue Saint-Honoré et la Seine y compris la prison du Grand-Châtelet et les maisons du grand pont, comprenant à l'est l'ensemble de la zone urbanisée qui s'étendait jusqu’à l’hôpital des quinze-vingts (à proximité de l’emplacement de l’actuelle place du Palais-Royal) .
Saint-Eustache : 18 930 habitants, démembrement de Saint-Germain l’Auxerrois quartier des Halles entre rue Saint-Denis et rue Saint-Honoré et au-delà du mur. Sa population était concentrée sur les rues au départ de la rue Saint-Denis. 
Saint-Sauveur : 3 200 habitants, démembrement de Saint-Eustache, entre la rue Saint-Denis et la rue Nicolas Arode (Montorgueil) jusqu’aux Filles-Dieu.
Son territoire comprenait l'hôpital de la Trinité fondé en 1202 .
Saint-Leu-Saint-Gilles, succursale de Saint-Barthélémy dans la Cité : 6 140 habitants le long de la rue Saint-Denis entre les rues Aubry-le-Boucher et Greneta.
Saints-Innocents : 700 habitants, rue de la Charronnerie et rue aux Fers disparues entre la rue Saint-Denis et la rue de la Lingerie sur le cimetière des Innocents
Sainte-Opportune : 2090 habitants. Cloître de la collégiale et ses abords rue Saint-Denis et rue Sainte-Opportune .
Saint-Laurent : 1 460 habitants, partie est de la rue Saint-Martin, rue Greneta et rue Guérin-Boisseau.
Saint-Josse : 1 020 habitants, rue Quincampoix, rue Aubry-le-Boucher, rue des Ménestriers.
Saint-Nicolas-des-Champs :11 750 habitants. Territoire correspondant à la censive Saint-Martin, moitié à l’intérieur du mur, Beaubourg, rues Saint-Martin, Simon-le-Franc, des Jongleurs et partie de la couture du Temple entre le mur de Philippe-Auguste et l'enclos du Temple
Saint-Merry : 19 810 habitants entre la rue Saint-Martin et la rue du Temple correspondant à la censive Saint-Merry.
Saint-Jacques-la-Boucherie : 20 870 habitants. Territoire limité par  la Seine, les rues Aubry-le-Boucher, Saint-Martin et Saint-Denis, le pont au Change, et comprenant dans la Cité l’est de la rue de la Draperie et de la rue de la Pelleterie qui étaient extérieures à l’ancien mur gallo-romain qui entourait l’île.
Saint-Jean-en-Grève : 11 350 habitants : démembrement de Saint-Gervais entre église Saint-Jean et rue Saint-Martin et au nord le long de la rue des Billettes et rue Péronèle de Saint-Pol jusqu’au mur et au-delà rue du Chaume.
Saint-Gervais : 13 410 habitants, sa limite à l’est avec la paroisse Saint-Paul était celle du premier mur médiéval. La paroisse comprenait plusieurs enclaves, entre Seine, la rue du Chevet de Saint-Jean en Grève, la  rue de la Tixanderie, la rue de Jouy jusqu’à la rue des Nonnains-d'Hyères et l'hôtel Barbeau et entre le Vieux cimetière Saint-Jean et la rue Vieille-du-Temple.
Saint-Paul : 12 880 habitants, correspond à la censive de Saint-Eloi, de part et d’autre de l’enceinte de Philippe-Auguste comprenant l’ouest de la rue Frogier-l’Asnier, s’étendant  au nord jusqu’à la rue des Rosiers et au Bourg Tibourg, à l’est la rue Saint-Antoine jusqu’aux Carmes.

### Cité
Saint-Barthélémy : 2 300 habitants.
Saint-Denis de la Chartre : 1 060 habitants.
Saint-Pierre des Arcis : 990  habitants très petite paroisse comprenant l’est de la rue de la Barillerie et l’ouest de la rue de la Vieille-Draperie. Paroisse réunie à celle de Saint-Christophe en 1722.
Sainte-Croix : 670  habitants minuscule paroisse ne comportant qu’une trentaine de maisons .
Saint-Martial : 990  habitants. Ne comprenant qu’une quarantaine de maisons, la paroisse fut réunie à Saint-Pierre des Arcis en 1722
Saint-Germain-le-Vieux : 2 890 habitants. Entre la rue de la Calandre et le Petit Pont et sur celui-ci.
Sainte-Madeleine : 1 470 habitants. Rues de la Juiverie, des Marmousets.
Saint-Landry : 1 700 habitants. Son territoire comprenait le cloître de l'église, la rue des Marmousets, la rue de Glatigny, l'arrière de la rue d’Enfer, du port Saint-Landry jusqu'à la paroisse de Saint-Denis la Chatre.
Saint-Pierre aux Bœufs : 1 000 habitants
Sainte-Marine : 150 habitants.
Saint-Christophe : 1 530 habitants réunie à Sainte-Madeleine en 1747.
Sainte-Geneviève la Petite (ou des Ardents) : 1 870 habitants correspondant à une enclave de la censive de l’abbaye Sainte-Geneviève dans l’île de la Cité. Ses paroissiens furent réunis à Sainte-Madeleine en 1747.

### Rive gauche
Saint-Séverin 9 080 habitants.
Saint-André des Arts 2 060 habitants. Territoire compris entre la Seine, les actuelles rues Mazarine, de l’ancienne-Comédie, Danton, la place Saint-Michel. Sa rue centrale, la rue Saint-André-des-Arts, était l’ancien chemin du clos de Laas, vignoble loti.
Saint-Côme 860 habitants. Son territoire était compris dans un quadrilatère entre la porte Gibard, les rues Saint-Côme, des Cordeliers, Hautefeuille, rue Serpente, et du Paon.
Saint-Benoît-le-Bétourné : 3 150 habitants. De part et d’autre de la rue Saint-Jacques.
Saint-Hilaire 290 habitants. Ecart de la censive St-Marcel sur la montagne Sainte-Geneviève.
Saint-Nicolas du Chardonnet 1 100 habitants. Entre la Seine, les rues Saint-Victor, Saint-Bernard et enclos de l’abbaye de Saint-Victor, comprenant également le clos Tiron entre la rue de Versailles et la rue Copeau.
Sainte-Geneviève la Grande 5 170 habitants. Territoire correspondant à la partie de la censive de l’abbaye de Sainte-Geneviève sur la montagne Saint-Geneviève .

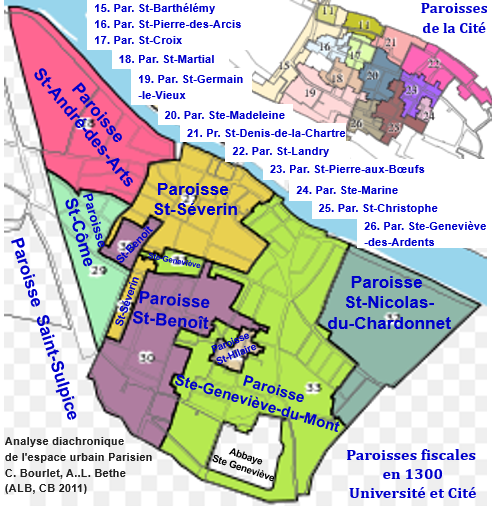
Paroisses de la rive gauche et Cité en 1300
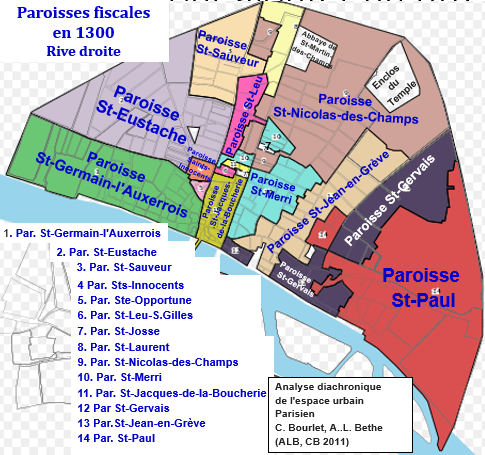
Paroisses de la rive droite en 1300

## Nouvelles paroisses auXVIIesiècleet auXVIIIesiècle
Le territoire des paroisses est inchangé de la fin du XIIIe siècle au début du XVIIe siècle. Les guerres et les épidémies déciment la ville à la fin du XIVe siècle et au début du XVe siècle et la population ne retrouve son niveau du début du XIVe siècle que vers 1500 ce qui entraine des travaux d'agrandissement des églises paroissiales de Saint-Étienne-du-Mont, Saint-Germain-L'auxerrois et Saint-Séverin.
La reprise de l'extension urbaine nécessite la constitution de nouvelles paroisses : Saint-Roch en 1633, Notre-Dame-de-Bonne-Nouvelle en 1673, Saint-Philippe du Roule en 1699, Sainte-Marguerite en 1712, Saint-Denis du Haut Pas (dans la Cité après la destruction de l'église Saint-Jean-le-Rond en remplacement de sa paroisse)  en 1748, Saint-Louis en l’Île 1623, Saint-Jacques du Haut Pas en 1633, Saint-Pierre (Gros Caillou).
Les paroisses situées au-delà de l'enceinte de Charles V qui étaient considérées comme des paroisses de banlieue au Moyen Âge sont intégrées à Paris : Saint-Laurent, Sainte-Madeleine, Saint-Pierre de Chaillot sur la rive droite, Saint-Marcel, Saint-Hippolyte, Saint-Médard, Saint-Sulpice sur la rive gauche, sont intégrées à Paris

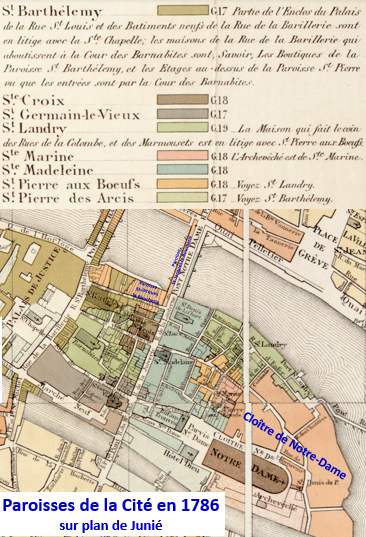
Paroisses de la Cité en 1786
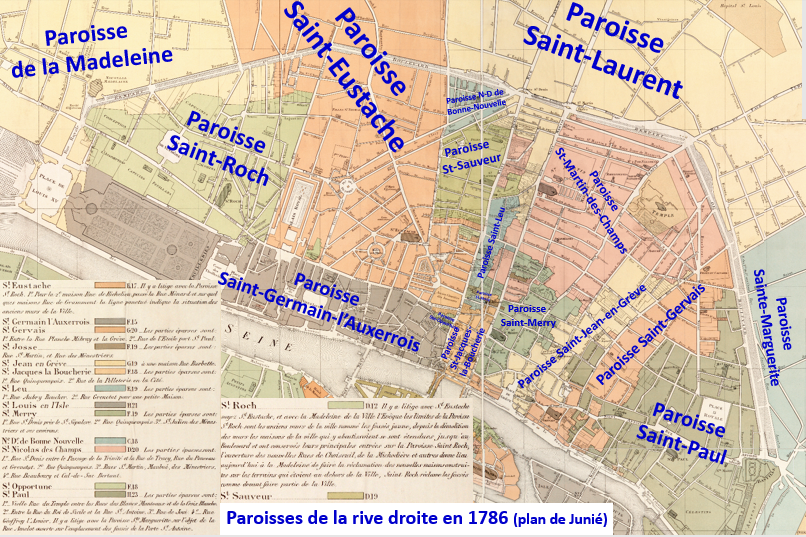
Paroisses rive droite en 1786
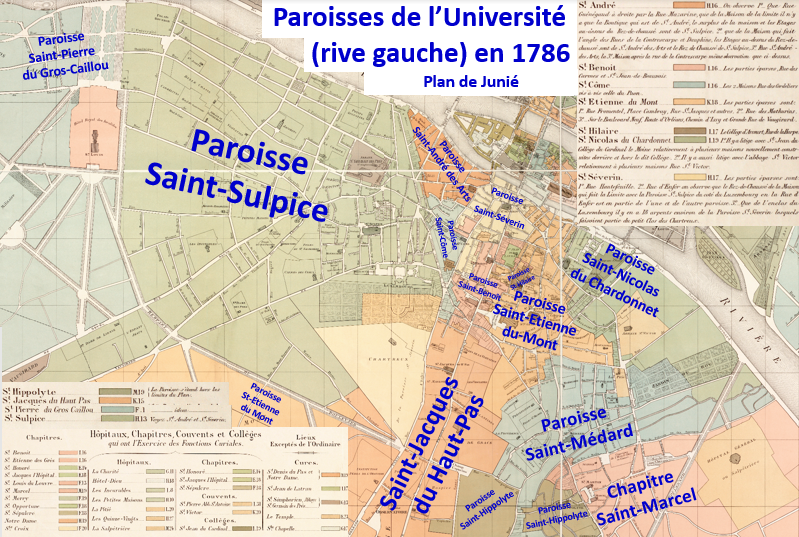
Paroisses rive gauche en 1786

En 1789, malgré des suppressions-fusions notamment dans l'Île de la Cité et quelques créations, le réseau paroissial n'était plus en rapport avec le développement de la ville. Les paroisses étaient très disparates dans leur territoire et leur population, certaines minuscules, par exemple Saint-Josse ou 
Saint-Hilaire, d'autres très étendues, telle Saint-Sulpice.

## Après 1789
Toute organisation ecclésiastique est supprimée en 1793 mais une loi de 1795 sur la liberté des cultes permet l'ouverture de quinze oratoires. Un arrêté de 1800 rend possible trente-cinq églises officielles et deux cents oratoires particuliers.
Trente-neuf paroisses sont recrées par le Concordat dont douze cures (une par arrondissement). Ces paroisses recréées  correspondent pour certaines aux anciennes paroisses mais leur répartition moins inégale est plus en rapport avec la population et la superficie.

### Liste des paroisses en 1802
- Notre-Dame
- Saint-Louis-en-l’Île

#### Rive droite
- Saint-Gervais
- Saint-Denis-du-Saint-Sacrement (chapelle des Filles du Saint-Sacrement),
- Saint-Germain l’Auxerrois,
- Saint-Merry,
- Saint-Paul-Saint-Louis,
- Saint-Nicolas-des-Champs,
- Sainte-Elisabeth (ancienne chapelle des Filles de Sainte- Elisabeth),
- Saint-Laurent,
- Saint-Lazare (St-Vincent de Paul à partir de 1826)
- Saint-Pierre de Chaillot,
- Saint-Leu, Sainte-Madeleine,
- Saint-Louis d’Antin (ancienne chapelle des capucins),
- Saint-Eustache,
- Notre-Dame de Lorette,
- Les Filles de Saint-Thomas (réunie à Notre-Dame des Victoires à partir de 1808),
- Les Petits Pères (Notre-Dame-des-Victoires),
- Saint-Roch, Notre-Dame-de-Bonne-Nouvelle,
- Saint-Philippe du Roule,
- Sainte-Marguerite,
- Saint- Ambroise,
- Saint-Antoine des quinze-vingts,
- Notre-Dame-des-Blancs-Manteaux,
- Saint-Jean-Saint-François d’Assise (titre de St-Jean en Grève),

#### Rive gauche
- Saint-Séverin,
- Saint-Benoit (rattaché en 1808 à Saint-Étienne du Mont),
- Saint-Sulpice, Saint-Germain des Prés,
- l’Abbaye aux Bois (Notre-Dame-des-Champs à partir de 1858),
- Sainte-Valère (Sainte Clotilde en 1858),
- Saint-Thomas d’Aquin, les Missions étrangères (Saint-François-Xavier en 1856),
- Saint-Étienne du Mont,
- Saint-Médard,
- Saint-Nicolas du Chardonnet,
- Saint-Jacques du Haut-Pas[49].

### Paroisses créées après 1802
Au  cours du XIXe siècle, plusieurs sont paroisses sont créées, notamment
- Saint-Vincent-Paul en 1804 avec construction d'une chapelle au no 6 de la rue de Montholon remplaçant la chapelle Sainte-Anne au no 77 de la rue du Faubourg-Poissonnière détruite en 1790 qui desservait le quartier de la Nouvelle France sans avoir le rang d'église paroissiale sous l'Ancien Régime. Cette chapelle de la rue de Montholon fut remplacée par l'église Saint-Vincent-de-Paul.
- Saint-Antoine des Quinze-Vingts créée en 1805. Son église était jusqu'en 1903 la chapelle de l'hôpital des Quinze-Vingts.
- Saint-Pierre-du-Gros-Caillou en 1822 desservie par une église construite en remplacement d'une église détruite sous la Révolution.
- Saint-Denys-du Saint-Sacrement en 1826 desservie par une église construite à cette époque pour desservir l'est du quartier du Marais qui en était dépourvu.

### Paroisses de Paris après 1860
Les paroisses des territoires compris dans l'agrandissement de 1860, communes entières absorbées ou partie de communes, sont devenues parisiennes.
Les désaccords avec le gouvernement au cours de la deuxième moitié du XIXe siècle empêchent la création de paroisses souhaitées par le clergé car la loi du Concordat qui régit les rapports entre l'église et l'État de 1802 à 1905 nécessite l'accord du gouvernement pour la création de nouvelles paroisses, son article 62 établissant qu' « aucune partie du territoire français ne pourra être érigée en cure ou succursale sans l'autorisation expresse du gouvernement français ».
Le nombre de paroisses atteint 80 au début du XXe siècle mais certaines sont très peuplées, comme Notre-Dame de Clignancourt qui atteint 105 000 habitants en 1901.
Le Cardinal Verdier qui  crée en 1931 les Chantiers du Cardinal souhaite une église pour dix mille habitants alors qu'il y avait à cette date à Paris en moyenne un lieu de culte pour vingt-huit mille habitants. De 1931 à 1956, les chantiers du Cardinal édifient  10 centres religieux à Paris, parmi lesquels l'église du Saint-Esprit dans le 12e arrondissement.
En 2018, le diocèse de Paris qui correspond à la ville de Paris compte 106 paroisses  regroupées en 28 doyennés territoriaux comprenant chacun en moyenne 3 ou 4 paroisses. Les doyennés sont eux-mêmes regroupés en 5 vicariats. De plus, des centres de forme nouvelle ont été créés, comme Saint-Louis d'Antin, paroisse sans territoire qui offre catéchèse, messe et sacrements aux banlieusardes et aux provinciaux de passage.